# Isola Zimmerman
L'isola Zimmerman (in inglese Zimmerman Island) è una piccola isola antartica facente parte dell'arcipelago Windmill.
Localizzata ad una latitudine di 66° 25' sud e ad una longitudine di 110°27' est, l'isola si trova 0.6 km sud-est dell'Isola Werlein. La zona è stata mappata per la prima volta mediante ricognizione aerea durante l'operazione Highjump e l'operazione Windmill, negli anni 1947-1948. È stata intitolata dalla US-ACAN a J.R. Zimmerman, meteorologo del team della stazione Wilkes dell'anno 1957.